# Увин
Уви́н — село в Україні, в Шептицькому районі Львівської області. Населення становить 366 осіб.

## Населення

### Мова
Розподіл населення за рідною мовою за даними перепису 2001 року:
| Мова       | Відсоток |
| ---------- | -------- |
| українська | 100%     |

## Відомі люди
- 9 лютого 1949 біля села загинув Бербелюк Василь Гаврилович «Зелений» (1922, с. Адамівка Шептицького р-ну Львівської обл. — 9.02.1949) — стрілець УПА, місцевого СКВ. Загинув, наскочивши на засідку внутрішніх військ МДБ. Будучи тяжко пораненим, застрелився, щоб живим не потрапити в руки ворога. Тіло загиблого облавники забрали до Лопатина, місце поховання не відоме. Стрілець УПА (?); відзначений Бронзовим хрестом бойової заслуги (30.11.1949)[2].
- У селі народилися батьки Воллі Палмара (Wally Palmar) (справжнє ім'я — Володимир Паламарчук). Він є музикантом гастрольного гурту Рінго Старра і, водночас, засновником американського рок-гурту The Romantics.[3]